# Torrens Island
Torrens Island är en ö i Australien. Den ligger i delstaten South Australia, omkring 17 kilometer nordväst om delstatshuvudstaden Adelaide. Arean är 9,8 kvadratkilometer. Den sträcker sig 6,4 kilometer i nord-sydlig riktning, och 3,4 kilometer i öst-västlig riktning.
Runt Torrens Island är det i huvudsak tätbebyggt. Runt Torrens Island är det tätbefolkat, med 849 invånare per kvadratkilometer. Genomsnittlig årsnederbörd är 593 millimeter. Den regnigaste månaden är juli, med i genomsnitt 95 mm nederbörd, och den torraste är december, med 13 mm nederbörd.